# Ruedo Ibérico
Les éditions Ruedo ibérico ont été fondées à Paris en 1961 par cinq réfugiés espagnols (dont José Martínez Guerricabeitia, principal animateur de la maison) d'origines idéologiques différentes mais tous convaincus que le régime franquiste était désormais bien installé en Espagne et qu’il n'était plus possible de le combattre par les armes. Ils ont donc choisi la lutte idéologique en décidant d'éditer en France des textes qui étaient interdits en Espagne par la censure. Il leur paraissait important de rétablir une vérité sur l'histoire récente de leur pays et de combattre ainsi la manipulation féroce de l'Histoire par le régime franquiste[réf. nécessaire].
L'idée maîtresse était de préserver l'indépendance totale de cette plateforme d'expression qui devait être mise à disposition de tout antifranquiste de quelque horizon qu'il provienne. À partir de 1977, l'éditeur commence à publier en Espagne en tant que Ibérica de Ediciones y Publicaciones. Les quelque cent cinquante livres et soixante-six numéros de la revue Cuadernos de Ruedo ibérico, publiés entre 1962 et 1982, constituent un corpus sur la guerre d'Espagne et le régime franquiste d'une importance primordiale pour l'étude de cette époque[réf. nécessaire].